# Rumex alveolatus
Rumex alveolatus är en slideväxtart som beskrevs av Los.. Rumex alveolatus ingår i släktet skräppor, och familjen slideväxter. Inga underarter finns listade i Catalogue of Life.